# Liste des députés de la Nièvre
 (mai 2025).
Cet article présente la liste des députés élus dans la Nièvre lors des différentes législatures de la Cinquième République française.

## Cinquième République

### XVIIelégislature(2024-)
| Circonscription          | Député         | Parti | Parti | Suppléant       | Autres mandats |
| ------------------------ | -------------- | ----- | ----- | --------------- | -------------- |
| Première circonscription | Perrine Goulet |       | MoDem | Sylvain Cointat |                |
| Deuxième circonscription | Julien Guibert |       | RN    | Lucile Ronceray |                |

### XVIelégislature(2022-2024)
| Circonscription          | Député         | Parti | Parti | Suppléant       | Autres mandats |
| ------------------------ | -------------- | ----- | ----- | --------------- | -------------- |
| Première circonscription | Perrine Goulet |       | MoDem | Sylvain Cointat |                |
| Deuxième circonscription | Patrice Perrot |       | LREM  | Sandra Germain  |                |

### XVelégislature(2017-2022)
| Circonscription          | Député         | Parti | Parti             | Suppléant      | Autres mandats |
| ------------------------ | -------------- | ----- | ----------------- | -------------- | -------------- |
| Première circonscription | Perrine Goulet |       | LREM MoDem (2020) | Fabrice Berger |                |
| Deuxième circonscription | Patrice Perrot |       | LREM              | Anne Planchon  |                |

### XIVelégislature(2012-2017)
À partir de 2012, la Nièvre perd une circonscription. 

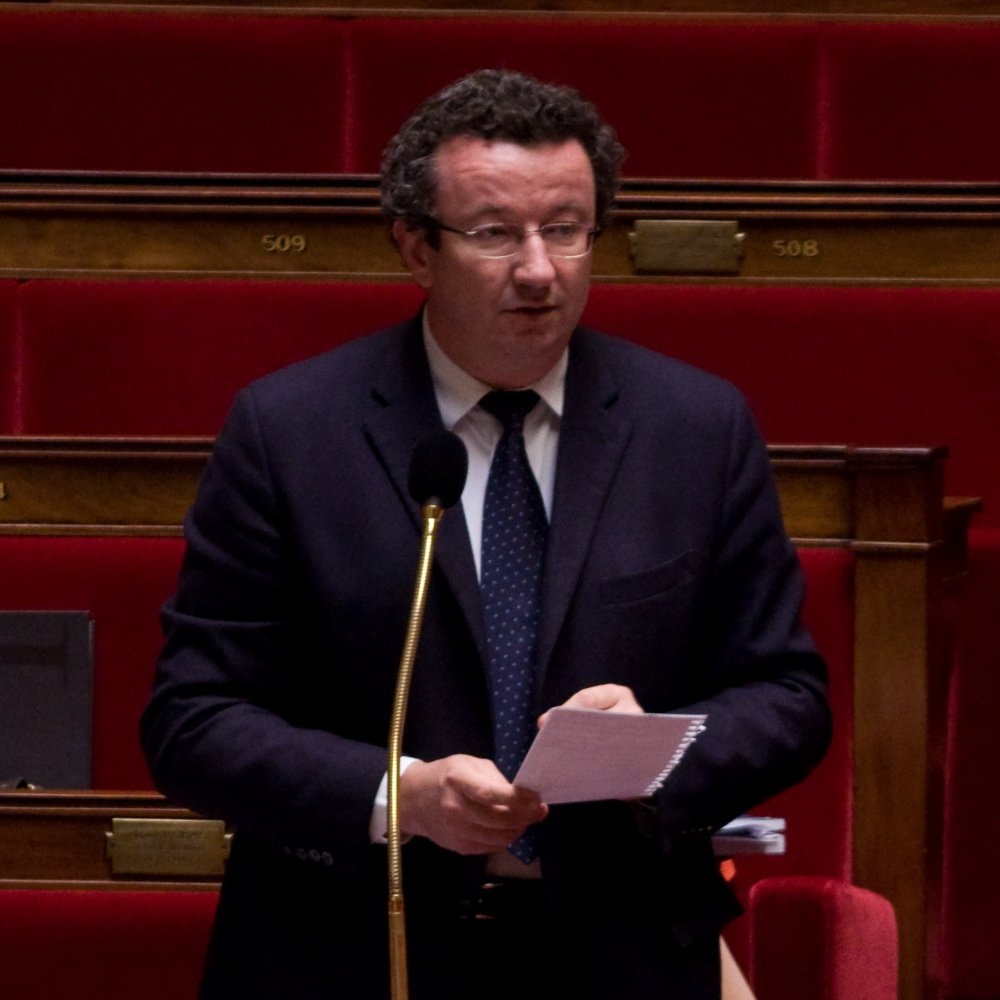
Christian Paul

| Circonscription     | Identité                       | Parti | Suppléant             |
| ------------------- | ------------------------------ | ----- | --------------------- |
| 1re circonscription | Mme Martine Carrillon-Couvreur | PS    | M. Christophe Warnant |
| 2e circonscription  | M. Christian Paul              | PS    | M. Stéphane Bénédit   |

### (1997-2002)

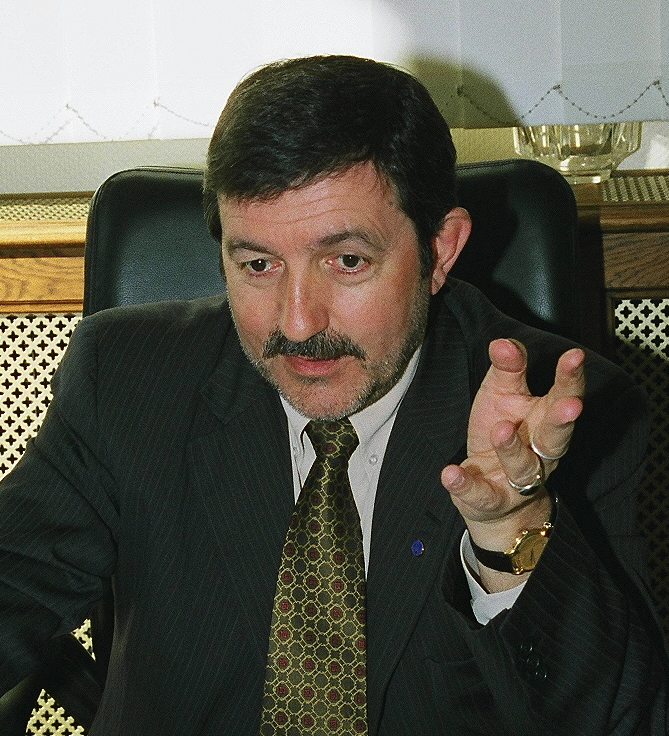
Didier Boulaud

### (1988-1993)

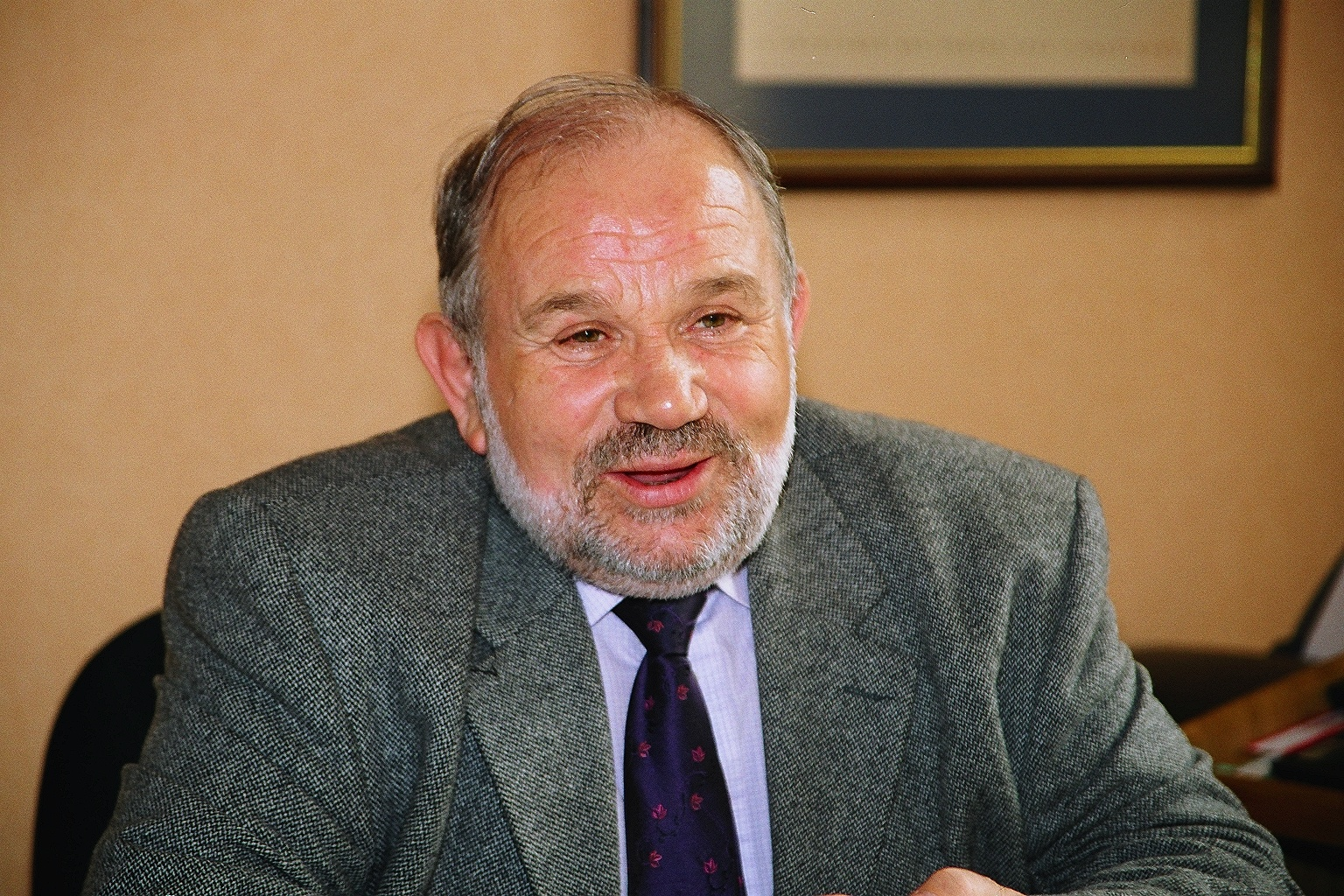
Marcel Charmant

### XIIIelégislature(2007-2012)
| Circonscription     | Identité                       | Parti | Suppléant             |
| ------------------- | ------------------------------ | ----- | --------------------- |
| 1re circonscription | Mme Martine Carrillon-Couvreur | PS    | M. Christophe Warnant |
| 2e circonscription  | M. Gaëtan Gorce                | PS    | M. Robert Bourcier    |
| 3e circonscription  | M. Christian Paul              | PS    | M. Alain Lassus       |

### XIIelégislature(2002-2007)
| Circonscription     | Identité                       | Parti | Suppléant             |
| ------------------- | ------------------------------ | ----- | --------------------- |
| 1re circonscription | Mme Martine Carrillon-Couvreur | PS    | M. Christophe Warnant |
| 2e circonscription  | M. Gaëtan Gorce                | PS    | Mme Martine Vandelle  |
| 3e circonscription  | M. Christian Paul              | PS    | M. François Perrot    |

### XIelégislature(1997-2002)
| Circonscription     | Identité                             | Parti | Suppléant            |
| ------------------- | ------------------------------------ | ----- | -------------------- |
| 1re circonscription | M. Didier Boulaud                    | PS    | Mme Françoise Lereu  |
| 2e circonscription  | M. Gaëtan Gorce                      | PS    | Mme Martine Vandelle |
| 3e circonscription  | M. Christian Paul M. François Perrot | PS    | M. François Perrot   |

### Xelégislature(1993-1997)
| Circonscription     | Identité                              | Parti | Suppléant                 |
| ------------------- | ------------------------------------- | ----- | ------------------------- |
| 1re circonscription | M. Pierre Bérégovoy M. Didier Boulaud | PS    | M. Didier Boulaud         |
| 2e circonscription  | M. Didier Béguin                      | UDF   | M. Jean-François Chanliau |
| 3e circonscription  | Mme Simone Rignault                   | RPR   | M. Pierre Dekeister       |

### IXelégislature(1988-1993)
| Circonscription     | Identité                                | Parti | Suppléant          |
| ------------------- | --------------------------------------- | ----- | ------------------ |
| 1re circonscription | M. Pierre Bérégovoy M. Marcel Charmant, | PS    | M. Marcel Charmant |
| 2e circonscription  | M. Jacques Huyghues des Étages          | PS    | M. Robert Bourcier |
| 3e circonscription  | M. Bernard Bardin                       | PS    | M. Joseph Lambert  |

### VIIIelégislature(1986-1988)
Scrutin de liste. Pas de circonscriptions, ni de suppléants.
| Circonscription        | Identité                                    | Parti | Suppléant        |
| ---------------------- | ------------------------------------------- | ----- | ---------------- |
| Pas de circonscription | M. Pierre Bérégovoy                         | PS    | pas de suppléant |
| Pas de circonscription | M. Hervé de Charette M. Bernard-Claude Savy | UDF   | pas de suppléant |
| Pas de circonscription | M. Bernard Bardin                           | PS    | pas de suppléant |

### (1978-1981)

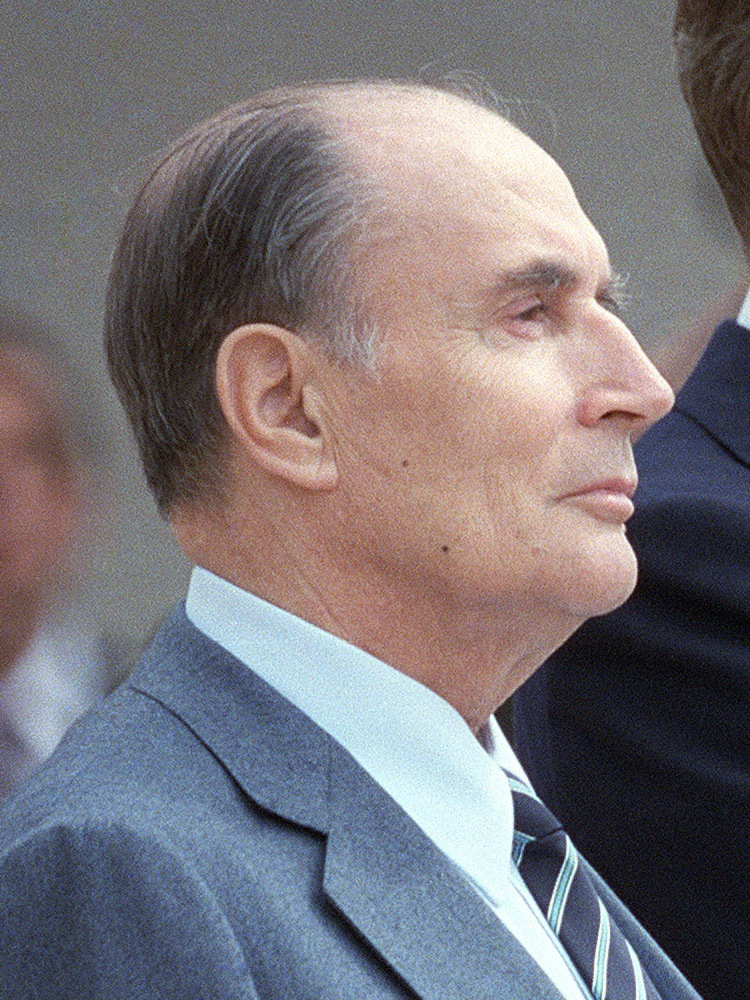
François Mitterrand

### VIIelégislature(1981-1986)
| Circonscription     | Identité                              | Parti | Suppléant           |
| ------------------- | ------------------------------------- | ----- | ------------------- |
| 1re circonscription | M. Daniel Benoist M. Eugène Teisseire | PS    | M. Eugène Teisseire |
| 2e circonscription  | M. Jacques Huyghues des Étages        | PS    | Mme Léone Corbier   |
| 3e circonscription  | M. Bernard Bardin                     | PS    | M. Joseph Lambert   |

### VIelégislature(1978-1981)
| Circonscription     | Identité                       | Parti | Suppléant         |
| ------------------- | ------------------------------ | ----- | ----------------- |
| 1re circonscription | M. Daniel Benoist              | PS    | M. Hubert Védrine |
| 2e circonscription  | M. Jacques Huyghues des Étages | PS    | Mme Léone Corbier |
| 3e circonscription  | M. François Mitterrand         | PS    | M. Bernard Bardin |

### Velégislature(1973-1978)
| Circonscription     | Identité                       | Parti | Suppléant         |
| ------------------- | ------------------------------ | ----- | ----------------- |
| 1re circonscription | M. Daniel Benoist              | PS    | M. Henri Chopin   |
| 2e circonscription  | M. Jacques Huyghues des Étages | PS    | Mme Léone Corbier |
| 3e circonscription  | M. François Mitterrand         | PS    | M. Pierre Saury   |

### IVelégislature(1968-1973)
| Circonscription     | Identité               | Parti | Suppléant              |
| ------------------- | ---------------------- | ----- | ---------------------- |
| 1re circonscription | M. Daniel Benoist      | SFIO  | M. Jean Bernigaud      |
| 2e circonscription  | M. Jacques Bouchacourt | UDR   | M. Jean Secrétain (RI) |
| 3e circonscription  | M. François Mitterrand | CIR   | M. Pierre Saury        |

### IIIelégislature(1967-1968)
| Circonscription     | Identité               | Parti | Suppléant         |
| ------------------- | ---------------------- | ----- | ----------------- |
| 1re circonscription | M. Daniel Benoist      | SFIO  | M. Jean Bernigaud |
| 2e circonscription  | M. Robert Hostier      | PCF   | M. Pierre Girard  |
| 3e circonscription  | M. François Mitterrand | CIR   | M. Pierre Saury   |

### IIelégislature(1962-1967)
| Circonscription     | Identité               | Parti   | Suppléant           |
| ------------------- | ---------------------- | ------- | ------------------- |
| 1re circonscription | M. Marius Durbet       | UNR-UDT | M. Jean-Louis Ramey |
| 2e circonscription  | M. Robert Hostier      | PCF     | M. Pierre Girard    |
| 3e circonscription  | M. François Mitterrand | CIR     | M. Pierre Barbier   |

### Irelégislature(1958-1962)
| Circonscription     | Identité           | Parti | Suppléant           |
| ------------------- | ------------------ | ----- | ------------------- |
| 1re circonscription | M. Marius Durbet   | UNR   | M. Jean-Louis Ramey |
| 2e circonscription  | M. Paul Boulet     | UNR   | M. Charles Mathey   |
| 3e circonscription  | M. Jehan Faulquier | CNI   | M. Léon Perrin      |

## Quatrième République

### IIIelégislature(1956-1958)
- Marcel Barbot (PCF)
- Léon Dagain (SFIO), décédé le 3 janvier 1958, remplacé par Louis Dubois (UDSR)
- François Mitterrand (UDSR)
- Marius Durbet (Républicains sociaux)

### IIelégislature(1951-1956)
- Germaine François (PCF)
- Léon Dagain (SFIO)
- François Mitterrand (UDSR)
- Marius Durbet (RPF)

### Irelégislature(1946-1951)
- Germaine François (PCF)
- Léon Dagain (SFIO)
- François Mitterrand (UDSR)
- André Béranger (MRP)

## Gouvernement provisoire de la République française

### Deuxième assemblée constituante (1946)
- Louis Bernard (PCF), décédé le 2 septembre 1946, remplacé par Roger Gillot (PCF)
- Germaine François (PCF)
- Léon Dagain (SFIO)
- André Béranger (MRP)

### Première assemblée constituante (1945-1946)
- Louis Bernard (PCF)
- Germaine François (PCF)
- Léon Dagain (SFIO)
- André Béranger (MRP)

## IIIeRépublique

### Assemblée nationale (1871 - 1876)
- Cyprien Girerd, Gauche républicaine
- Auguste-Alexandre Ducrot, Union des droites, démissionne le 29 novembre 1872, remplacé par Philippe La Beaume de Bourgoing, Appel au peuple (Bonapartiste), élu le 24 mai 1874, élection invalidée le 13 juillet 1875, non remplacé
- Charles Paultre, Centre droit, décédé le 29 octobre 1872, remplacé par Jean Placide Turigny, Extrême-gauche, élu le 27 avril 1873
- Charles de Bouillé, Union des droites
- Anselme Lebas, Centre gauche, décédé le 17 décembre 1874
- Charles Martin, Union des droites
- Denis Benoist d'Azy, Union des droites

### Irelégislature(1876 - 1877)
- Cyprien Gired
- Philippe La Beaume de Bourgoing
- Jean Placide Turigny
- Honoré-Joseph-Octave Le Peletier d'Aunay
- Jacques François Gudin

### IIelégislature(1877 - 1881)
- Philippe La Beaume de Bourgoing, invalidé en 1878, remplacé par Jean Théodore Fleury
- Albéric d'Espeuilles
- Cyprien Gired
- Jean Placide Turigny
- Honoré-Joseph-Octave Le Peletier d'Aunay

### IIIelégislature(1881 - 1885)
- Gaston Laporte
- Albéric d'Espeuilles
- Sylvestre Hérisson
- Jean Placide Turigny
- Philippe La Beaume de Bourgoing, décédé en 1882, remplacé par Charles Ferdinand Gambon

### IVelégislature(1885 - 1889)
- Maurice Pierre Célestin Berger
- Félix Ducoudray
- Gaston Laporte
- Sylvestre Hérisson
- Jean Placide Turigny

### Velégislature(1889 - 1893)
- Cosne : Félix Ducoudray, Radical
- Nevers-1 :Gaston Laporte, Boulangiste
- Château-Chinon : Albéric d'Espeuilles, Conservateur
- Clamecy : Jules Jaluzot, Révisionniste
- Nevers-2 : Jean Placide Turigny, Boulangiste

Source : journal Le Temps du 24 septembre et du 8 octobre 1889 sur Gallica,.

### VIelégislature(1893 - 1898)
- Château-Chinon : Jean Chandioux, Radical
- Cosne : Claude Goujat, Radical Socialiste
- Nevers-1 : Gaston Laporte, Radical révisionniste
- Clamecy : Jules Jaluzot, Rallié
- Nevers-2 : Jean Placide Turigny, Radical révisionniste

Source : journal Le Temps du 22 août et du 5 septembre 1893 sur Gallica,.

### VIIelégislature(1898 - 1902)
- Nevers-1 : Alfred Massé, Radical
- Château-Chinon : Jean Chandioux, Radical socialiste
- Cosne : Claude Goujat, Radical Socialiste
- Clamecy : Jules Jaluzot, Rallié
- Nevers-2 : Jean Placide Turigny, Socialiste Révisionniste

Source : journal Le Temps du 10 mai et du 24 mai 1898 sur Gallica,.

### VIIIelégislature(1902 - 1906)
- Nevers-2 : Jean Placide Turigny, Socialiste nationaliste, décédé en 1905, remplacé par Pierre Louis Roblin, Socialiste
- Nevers-1 : Alfred Massé, Radical Socialiste
- Château-Chinon : Jean Chandioux, Radical Socialiste
- Cosne : Claude Goujat, Radical Socialiste
- Clamecy : Jules Jaluzot, Rallié

Source : journal Le Temps du 29 avril et du 13 mai 1902 sur Gallica,.

### IXelégislature(1906 - 1910)
- Nevers-2 : Pierre Louis Roblin, Socialistes unifiés
- Nevers-1 : Alfred Massé, Radical socialiste
- Clamecy : André Renard, Radical
- Château-Chinon : Jean Chandioux, Radical socialiste
- Cosne : Claude Goujat, Radical socialiste

Sources : Journal Le Temps du 6 et du 22 mai 1906 sur Gallica - ,.

### Xelégislature(1910 - 1914)
- Nevers-2 : Pierre Louis Roblin, socialistes unifiés
- Château-Chinon : Pierre Heuzey, Républicain progressiste, décédé le 17 juin 1910, remplacé par son frère, Charles Heuzey, Gauche radicale, élu le 25 septembre 1910
- Nevers-1 : Alfred Massé, Radical socialiste
- Cosne : Armand Paul Jousselin, Indépendant (Républicain libéral)
- Clamecy : André Renard, Gauche radicale

Sources : Journal Le Temps du 24 avril et du 8 mai 1910 sur Gallica - ,.

### XIelégislature(1914 - 1919)
- Nevers-1 : Jean Locquin, SFIO
- Nevers-2 : Pierre Louis Roblin, SFIO, décédé le 9 février 1916, non remplacé
- Cosne : Eugène Laurent, SFIO
- Château-Chinon : Pierre Derangère, Radical socialiste
- Clamecy : André Renard, Radical socialiste

Sources : Journal Le Temps du 28 avril et du 12 mai 1914 sur Gallica - ,.

### XIIelégislature(1919 - 1924)
Les élections législatives de 1919 furent organisées au scrutin proportionnel de liste. Elles marquèrent au niveau national la victoire du "Bloc national" de centre-droit.
Liste d'union républicaine
- Henri Regnier, Maire de Decize, Républicain de gauche (modéré)
- Émile Bourgier, Maire de Nevers, Parti radical et radical-socialiste
- Étienne Geoffroy Saint-Hilaire, Maire de Saint-Agnan, Républicain de gauche (modéré)
- André Renard, Maire de Clamecy, Parti radical et radical-socialiste

Liste des candidats du Parti socialiste
- Jean Locquin, SFIO

Source : Barodet sur le site de l'Assemblée Nationale - https://bibnum.sciencespo.fr/s/catalogue/ark:/46513/sc16m2kz#?c=&m=&s=&cv=

### XIIIelégislature(1924 - 1928)
Les élections législatives de 1924 furent organisées au scrutin proportionnel de liste. Elles marquèrent au niveau national national la victoire du "Cartel des gauches".
Liste du Cartel des Gauches
- Jean Locquin, SFIO, Conseiller général, maire de Balleray
- Henri Gamard, SFIO, Conseiller général, conseiller municipal d'Urzy
- Arsène-Célestin Fié, Républicain socialiste et socialiste français, Vice-Président du Conseil général, maire de Saint-Amand-en-Puisaye

Liste d'Union républicaine nationale
- Henri Régnier, Union républicaine démocratique, maire de Decize, décédé le 6 octobre 1926, non remplacé

Source : Barodet sur le site de l'Assemblée Nationale - https://bibnum.sciencespo.fr/s/catalogue/ark:/46513/sc16m1m0#?c=&m=&s=&cv=

### XIVelégislature(1928 - 1932)
Les élections législatives furent au scrutin d'arrondissement majoritaire à deux tours de 1928 à 1936.
- Nevers-2 : Claude Guillon, SFIO
- Clamecy : Léopold Bellocq, Radical-socialiste
- Château-Chinon : Henri Gamard, SFIO
- Nevers-1 : Jean Locquin, SFIO
- Cosne : Arsène-Célestin Fié, SFIO

Source : Élections législatives 22-29 avril 1928 de Georges Lachapelle - https://gallica.bnf.fr/ark:/12148/bpt6k320439r.texteImage#

### XVelégislature(1932 - 1936)
- Nevers-2 : Georges Potut, Radical-socialiste
- Château-Chinon : Félix Aulois, Non-inscrit (Droite)
- Nevers-1 : Émile Périn, Unité ouvrière
- Clamecy : Jean du Pouget de Nadaillac, Centre républicain
- Cosne : Arsène-Célestin Fié, SFIO

### XVIelégislature(1936 - 1940)
- Léon Bondoux
- Georges Potut
- Émile Périn
- Raoul Naudin
- Arsène-Célestin Fié

## Second Empire

### Irelégislature(1852-1857)
- Honoré-Joseph-Octave Le Peletier d'Aunay
- Auguste-Louis Petiet

### IIelégislature(1857-1863)
- Honoré-Joseph-Octave Le Peletier d'Aunay
- Auguste-Louis Petiet, décédé en 1858, remplacé par Antoine Richard de Montjoyeux

### IIIelégislature(1863-1869)
- Honoré-Joseph-Octave Le Peletier d'Aunay
- Antoine Richard de Montjoyeux, nommé sénateur en 1868, remplacé par Philippe La Beaume de Bourgoing
- Gustave Boucaumont

### IVelégislature(1869-1870)
- Honoré-Joseph-Octave Le Peletier d'Aunay
- Philippe La Beaume de Bourgoing
- Gustave Boucaumont

## IIeRépublique
Élections au suffrage universel masculin à partir de 1848

### Assemblée nationale constituante (1848-1849)
- Charles Ferdinand Gambon
- Louis-René-Antoine Grangier de La Marinière
- Frédéric Girerd
- Émile François Martin
- Émile Archambault
- Joseph Pierre Lafontaine
- Jacques André Manuel
- André Dupin

### Assemblée nationale législative (1849-1851)
- Charles Ferdinand Gambon, remplacé en 1850 par Pierre Charles Gambon
- Pierre Malardier
- Louis Rochut
- Alexandre Rouet
- Jules Miot
- Jacques André Manuel
- André Dupin

## Chambre des députés (Monarchie de Juillet)

### Irelégislature(1830-1831)
- Philippe Dupin
- Jean-Louis Boigues
- André Dupin
- Louis-Étienne-Hector Le Peletier d'Aunay

### IIelégislature(1831-1834)
- Antoine-Narcisse Lafond
- Jean-Louis Boigues
- André Dupin
- Louis-Étienne-Hector Le Peletier d'Aunay

### IIIelégislature(1834-1837)
- Antoine-Narcisse Lafond
- Jean-Louis Boigues
- André Dupin
- Louis-Étienne-Hector Le Peletier d'Aunay

### IVelégislature(1837-1839)
- Hubert de La Ferté-Meun
- Antoine-Narcisse Lafond
- Jean-Louis Boigues, décédé en 1838, remplacé par Jacques André Manuel
- André Dupin

### Velégislature(1839-1842)
- Hubert de La Ferté-Meun démissionne en 1840, remplacé par Edme Pelletier-Dulas invalidé, remplacé par Denis Benoist d'Azy
- Antoine-Narcisse Lafond
- Jacques André Manuel
- André Dupin

### VIelégislature(1842-1846)
- Denis Benoist d'Azy
- Antoine-Narcisse Lafond
- Jacques André Manuel
- André Dupin

### VIIelégislature(1846-1848)
- Claude Alphonse Delangle
- Denis Benoist d'Azy
- Jacques André Manuel
- André Dupin

## Chambre des députés des départements (2eRestauration)

### Irelégislature(1815–1816)
- Jean-Guillaume Hyde de Neuville
- Léonard-Anne-Gabriel de Pracomtal
- Noël Joseph Clément

### IIelégislature(1816-1823)
- Pierre-François-Jean Bogne de Faye
- Jean-Guillaume Hyde de Neuville
- Louis Nicolas Jean Joachim de Cayrol
- Louis Marie de Sainte-Marie
- Léonard-Anne-Gabriel de Pracomtal
- Antoine-Joseph de Chabrol de Chaméane
- Noël Joseph Clément

### IIIelégislature(1824-1827)
- Jean-Guillaume Hyde de Neuville
- Louis Marie de Sainte-Marie
- Léonard-Anne-Gabriel de Pracomtal
- Antoine-Joseph de Chabrol de Chaméane

### IVelégislature(1828-1830)
- Jean-Louis Boigues
- André Dupin
- Jean-Guillaume Hyde de Neuville
- Louis Marie de Sainte-Marie

### Velégislature(23 juin 1830-28 juillet 1830)
- Jean-Louis Boigues
- André Dupin
- Louis-Étienne-Hector Le Peletier d'Aunay
- Jean-Guillaume Hyde de Neuville
- Charles-Gilbert Heulhard de Montigny

## Chambre des représentants (Cent-Jours)
- André Dupin
- Charles-Gilbert Heulhard de Montigny
- Jean Barthélemot de Sorbier
- Claude Hyacinthe Blaudin-Valière
- Pierre Justin Couroux-Desprez
- Jacques Louis Laramée

## Chambre des députés des départements (1reRestauration)
- Pierre Auguste Adet

## Corps législatif(1800-1814)
- Étienne Théodore Clairon
- Pierre Auguste Adet
- Charles-André Dupin
- Jean-Baptiste Jourdan
- Emmanuel de Toulongeon
- Louis-Nicolas de Lespinasse

## Conseil des Cinq-Cents(1795-1799)
- Pierre Duviquet
- Isaac Étienne de Larue
- François Paul Legendre
- Jean-Baptiste Jourdan
- Jean Guillaume Guillerault-Bacoin

## Convention nationale(1792-1795)
- François Paul Legendre
- Joseph Charlemagne Dameron
- Jean-Baptiste Jourdan
- Jacques Léonard Goyre-Laplanche
- Jean-Alban Lefiot
- Jean Guillaume Guillerault-Bacoin
- Jean Sautereau

## Assemblée législative (1791-1792)
- Antoine Durin
- Charles-André Dupin
- Joseph Charlemagne Dameron
- Jean Sautereau
- Jean-François Rameau de Montbenoît
- François Frasey
- Claude Mathieu

## Anciens députés
- Isaac Étienne de Larue (1760-1830), député de la Nièvre au Conseil des Cinq-Cents
- Honoré-Joseph-Octave Le Peletier, comte d'Aunay (1816-1899), député de la Nièvre de 1876 à 1881